# ألفرد كولز سينيور
ألفرد كولز سينيور (بالإنجليزية: Alfred Cowles, Sr.) هو شخصية أعمال وصحفي أمريكي، ولد في 1832، وتوفي في 1889.